# Іллінецьке
Ілліне́цьке з (1950 по 1964) рік - Радгосп-Технікум  — село в Україні, у Іллінецькій міській громаді Вінницького району Вінницької області. До 2020 центр сільської ради.

## Назви
Назва села Іллінецьке, є лише офіційною, оскільки не прижилась у розмовній мові. 
Натомість побутує інша назва - Селекція (селекційна станція) або Совхоз з рос. - Радгосп, що є похідною від колишньої назви - Радгосп-Технікум.

## Історія
Населений пункт заснований поруч з селищем Болюхівка, зараз південна частина сусіднього села Романово-Хутір  у 1950 рр., під назвою Радгосп - Технікум, як господарська дільниця колишнього Іллінецького радгоспу - техінкуму, зараз Іллінецький державний аграрний коледж.
24 серпня 1991 року село входить до складу незалежної України.
12 червня 2020 року, відповідно до Розпорядження Кабінету Міністрів України № 707-р «Про визначення адміністративних центрів та затвердження територій територіальних громад Вінницької області», увійшло до складу Іллінецької міської громади.
19 липня 2020 року, в результаті адміністративно-територіальної реформи та ліквідації Іллінецького району, село увійшло до складу Вінницького району.

## Видатні уродженці
- Іван Дейкун  (1978—2019) — український військовик, старший солдат Збройних сил України, учасник російсько-української війни.